# جمعية مرشدات إسواتيني
جمعية مرشدات سوازيلاند هي المنظمة الإرشادية الوطنية في سوازيلاند. تأسست في عام 1924، وأصبحت عضوا منتسبا في الجمعية العالمية للمرشدات وفتيات الكشافة في عام 1969. المنظمة للفتيات فقط وتضم حوالي 1010 عضوة (اعتبارا من 2003).